# Rio Vouga
Der Rio Vouga ist ein Fluss in Portugal. Der Fluss entspringt in der Serra da Lapa zwischen Aguiar da Beira und Sernancelhe in einer Höhe von 864 m. Er durchfließt die Região Centro von Osten nach Westen auf einer Länge von 148 Kilometer, bis er bei Aveiro in den Atlantik mündet. Die rechten Zuflüsse sind Caima, Rio Mau und Rio Sul, der einzige linke Zufluss ist der Fluss Rio Águeda.